# Revisión de código
Revisión de código es el examen sistemático (como en la revisión por pares) del código fuente de un programa informático. Se realiza con el objetivo de mejorar la calidad del código que se genera en el proceso de desarrollo del software, mediante la detección temprana de errores en el código de los programas o alternativas más eficientes a la implementación inicial. También se utiliza como técnica para mejorar las cualidades de los desarrolladores involucrados en la práctica, mediante la discusión abierta de posibles mejoras en el programa.
Se realizan principalmente revisiones de código por parte de las metodologías ágiles que practican programación en pareja como parte del proceso, o en otras que pueden implementar revisiones periódicas de código, tanto informales como formales.

## Eficiencia y eficacia de las revisiones
El análisis en curso de Capers Jones de más de 12.000 proyectos de desarrollo de software mostró que la tasa de descubrimiento de defectos latentes en la inspección formal está en el rango del 60-65%. En el caso de la inspección informal, la cifra es inferior al 50%. La tasa de descubrimiento de defectos latentes para la mayoría de las formas de prueba es aproximadamente del 30%. Un estudio de caso de revisión de código publicado en el libro Best Kept Secrets of Peer Code Review encontró que las revisiones ligeras pueden descubrir tantos errores como las revisiones formales, pero eran más rápidas y rentables en contradicción con el estudio realizado por Capers Jones.